# Skiddaw (berg i Storbritannien)
Skiddaw är ett berg i Storbritannien.   Det ligger i grevskapet Cumbria och riksdelen England, i den centrala delen av landet, 400 km nordväst om huvudstaden London. Toppen på Skiddaw är 931 meter över havet.
Terrängen runt Skiddaw är huvudsakligen kuperad.Runt Skiddaw är det ganska glesbefolkat, med 24 invånare per kvadratkilometer. Närmaste större samhälle är Keswick, 5,9 km söder om Skiddaw. Trakten runt Skiddaw består i huvudsak av gräsmarker.